# Thomas Burgess
Thomas William „Bill” Burgess (ur. 15 czerwca 1872 w Rotherham, zm. 5 lipca 1950 w Paryżu) – brytyjski pływak i piłkarz wodny, zdobywca medalu olimpijskiego, uczestnik Letnich Igrzysk Olimpijskich 1900 w Paryżu.

## Życiorys
Podczas igrzysk olimpijskich w Paryżu zdobył brązowy medal w turnieju piłki wodnej z francuską drużyną Libellule de Paris. Startował także w konkurencjach pływackich na dystansach 200 m stylem grzbietowym oraz 4000 metrów stylem dowolnym, gdzie zajął odpowiednio 5. i 4. miejsce.
W 1911 roku po 13 nieudanych próbach przepłynął kanał La Manche, stając się drugim człowiekiem (po Matthew Webbie), który tego dokonał. W 1920 został trenerem Gertrude Ederle, złotej medalistki olimpijskiej, która w 1926 również przepłynęła La Manche, jako pierwsza kobieta.
W 1941 został internowany i umieszczony w niemieckim obozie Frontstalag 142 w Besançon we Francji. Został wypuszczony tego samego roku.